# Curtain Call (película de 1999)
Curtain Call (también conocida como It All Came True y en español Llamada a escena) es una película estadounidense dirigida por Peter Yates y estrenada en 1999. Es protagonizada por James Spader, Michael Caine, Maggie Smith y Polly Walker.

## Sinopsis
Stevenson Lowe (James Spader) compra una nueva casa y luego descubre que sus previos ocupantes, Max Gale (Michael Caine) y Lily Marlowe (Maggie Smith), siguen viviendo en la casa en forma de fantasmas. Lowe comienza a tener problemas con su trabajo en una editorial y con su novia, Julia (Polly Walker), quien quiere avanzar en la relación e irse a vivir con él. Max y Lily, causantes de la separación de Stevenson y Julia al principio, tratan de ayudar a Lowe a recomponer su relación con Julia; pero estos no son los más adecuados para ayudar, ya que ellos mismos tienen sus propios problemas amorosos. 

## Reparto
- James Spader - Stevenson Lowe
- Michael Caine - Max Gale
- Maggie Smith - Lily Marlowe
- Polly Walker - Julia
- Buck Henry - Charles Van Allsburg
- Sam Shepard - Will Dodge
- Marcia Gay Harden - Michelle Tippet
- Frances Sternhagen - Amy[3]